# طوبولوجيا الضرب
في الطوبولوجيا و المجالات ذات الصلة الوثيقة بالرياضيات ، يعتبر فضاء الضرب (product space )هو حاصل الضرب الديكارتي لعائلة من الفضاءات الطوبولوجية المجهزة بطوبولوجيا طبيعية تسمى طوبولوجيا الضرب . تختلف هذه الطوبولوجيا عن طوبولوجيا الصندوق ، التي ربما تبدو أكثر طبيعية، و يمكن أيضًا منحها لمساحة المنتج و التي تتفق مع طوبولوجيا الضرب عندما يكون المنتج فوق عدد محدود فقط من المساحات. و مع ذلك، فإن طوبولوجيا الضرب "صحيحة" من حيث أنها تجعل من فضاء المنتج منتجًا تصنيفيًا لعوامله، في حين أن طوبولوجيا الصندوق دقيقة للغاية؛ و بهذا المعنى فإن طوبولوجيا الضرب هي الطوبولوجيا الطبيعية على المنتج الديكارتي.

## التعريف
عندما، {\displaystyle I} ستكون مجموعة فهرس غير فارغة ولكل فهرس {\displaystyle i\in I,} أترك {\displaystyle X_{i}} يكون فضاء طوبولوجيًا . أشر إلى حاصل الضرب الديكارتي للمجموعات {\displaystyle X_{i}} عبر؛
{\displaystyle X:=\prod X_{\bullet }:=\prod _{i\in I}X_{i}}
و لكل مؤشر {\displaystyle i\in I,} تدل على {\displaystyle i} - الإسقاط الأساسي(canonical projectionبواسطة
{\displaystyle {\begin{aligned}p_{i}:\ \prod _{j\in I}X_{j}&\to X_{i},\\[3mu](x_{j})_{j\in I}&\mapsto x_{i}.\\\end{aligned}}}

طوبولوجيا الضرب على {\textstyle \prod _{i\in I}X_{i}} هي تلك التي أنشأتبواسطة مجموعات من النموذج {\displaystyle p_{i}^{-1}\left(U_{i}\right),} عندما {\displaystyle i\in I} و {\displaystyle U_{i}} هي مجموعة فرعية مفتوحة من {\displaystyle X_{i}.} بعبارة أخرى، المجموعات
{\displaystyle \left\{p_{i}^{-1}\left(U_{i}\right)\mathbin {\big \vert } i\in I{\text{ and }}U_{i}\subseteq X_{i}{\text{ is open in }}X_{i}\right\}}
تشكل قاعدة فرعية للطوبولوجيا على {\displaystyle X.} مجموعة فرعية من {\displaystyle X} يكون مفتوحًا إذا و فقط إذا كان اتحادًا ربما لانهائيًا لتقاطعات مجموعات محدودة العدد من النموذج {\displaystyle p_{i}^{-1}\left(U_{i}\right).} ال {\displaystyle p_{i}^{-1}\left(U_{i}\right)} و تسمى أحيانًا بالأسطوانات الرياضية المفتوحة ، و يكون تقاطعاتها عبارة عن مجموعة من الإسطوانات .
تُسمى طوبولوجيا الضرب أيضًا topology of pointwise convergence لأن التسلسل أو الشبكة في {\textstyle \prod _{i\in I}X_{i}} يتقارب إذا و فقط إذا كانت جميع إسقاطاته إلى الفضاءات {\displaystyle X_{i}} تتقارب. تسلسل {\textstyle s_{\bullet }=\left(s_{n}\right)_{n=1}^{\infty }} على التوالي، شبكة {\textstyle s_{\bullet }=\left(s_{a}\right)_{a\in A}} تتقارب إلى نقطة معينة {\textstyle x\in \prod _{i\in I}X_{i}} إذا وفقط إذا {\displaystyle p_{i}\left(s_{\bullet }\right)\to p_{i}(x)} في {\displaystyle X_{i}} لكل مؤشر {\displaystyle i\in I,} عندما{\displaystyle p_{i}\left(s_{\bullet }\right):=p_{i}\circ s_{\bullet }} يدل على {\displaystyle \left(p_{i}\left(s_{n}\right)\right)_{n=1}^{\infty }} على التوالي، يشير إلى {\displaystyle \left(p_{i}\left(s_{a}\right)\right)_{a\in A}} ). و على وجه الخصوص، إذا {\displaystyle X_{i}=\mathbb {R} } يستخدم للجميع {\displaystyle i} عندها يكون حاصل الضرب الديكارتي هو الفضاء {\textstyle \prod _{i\in I}\mathbb {R} =\mathbb {R} ^{I}} من كل الدوال ذات القيمة الحقيقية على {\displaystyle I,} والتقارب في طوبولوجيا الضرب هو نفس التقارب النقطي للوظائف.

## أمثلة
إذا كان الخط الحقيقي {\displaystyle \mathbb {R} } يتمتع بطوبولوجيا قياسية ثم طوبولوجيا حاصل الضرب على حاصل الضرب {\displaystyle n} نسخ من {\displaystyle \mathbb {R} } يساوي الطوبولوجيا الإقليدية العادية على {\displaystyle \mathbb {R} ^{n}.} ، لأن {\displaystyle n} هو محدود، مما يعادل أيضًا طوبولوجيا الصندوق على {\displaystyle \mathbb {R} ^{n}.}
تقدم العديد من الأمثلة الإضافية في المقالة حول الطوبولوجيا الأولية .

## ملكيات
مجموعة المنتجات الديكارتية بين المجموعات المفتوحة لطوبولوجيات كل منها {\displaystyle X_{i}} يشكل الأساس لما يسمى بطوبولوجيا الصندوق {\displaystyle X.} بشكل عام، تكون طوبولوجيا الصندوق أدق من طوبولوجيا الضرب، ولكن بالنسبة للمنتجات المحدودة فإنها تتطابق.
مساحة المنتج {\displaystyle X,} مع الإسقاطات الكنسية، يمكن وصفها بالخاصية العالمية التالية: إذا {\displaystyle Y} هي مساحة طوبولوجية، و لكل {\displaystyle i\in I,}{\displaystyle f_{i}:Y\to X_{i}} الخريطة متصلة، إذن توجد خريطة متصلة واحدةprecisely one {\displaystyle f:Y\to X} بحيث يكون لكل منهما {\displaystyle i\in I} و المخطط التالي يوضح التنقلات :
ووهذا يوضح أن فضاء الضرب هو ضرب في فئة الفضاءات الطوبولوجية . مما يترتب على الخاصية العالمية المذكورة أعلاه أن الخريطة {\displaystyle f:Y\to X} تكون مستمرة إذا و فقط إذا {\displaystyle f_{i}=p_{i}\circ f} مستمر للجميع {\displaystyle i\in I.} في كثير من الحالات، يكون من الأسهل التحقق من وظائف المكون {\displaystyle f_{i}} مستمرة. التحقق مما إذا كانت الخريطة {\displaystyle X\to Y} استمرارية عادة ما تكون أكثر صعوبة؛ حيث يحاول المرء استخدام حقيقة أن {\displaystyle p_{i}} مستمرة بطريقة ما.
بالإضافة إلى كونها مستمرة، فإن الإسقاطات الكنسية {\displaystyle p_{i}:X\to X_{i}} هي خرائط مفتوحة . وهذا يعني أن أي مجموعة فرعية مفتوحة من مساحة المنتج تظل كذلك عند إسقاطها لأسفل إلى {\displaystyle X_{i}.} و العكس ليس صحيحا أبدا: إذا {\displaystyle W} هي مساحة فرعية من مساحة المنتج التي تمتد إسقاطاتها إلى جميع {\displaystyle X_{i}} هي مفتوحة إذن {\displaystyle W} لا يلزم أن تكون مفتوحة في {\displaystyle X} على سبيل المثال {\textstyle W=\mathbb {R} ^{2}\setminus (0,1)^{2}.} ) لا تكون الإسقاطات الكنسية عبارة عن خرائط مغلقة بشكل عام ، على سبيل المثال، ضع في اعتبارك المجموعة المغلقة {\textstyle \left\{(x,y)\in \mathbb {R} ^{2}:xy=1\right\},} و التي تكون إسقاطاتها على كلا المحورين {\displaystyle \mathbb {R} \setminus \{0\}} ).
لنفترض {\textstyle \prod _{i\in I}S_{i}} هو عبارة عن نتاج مجموعات فرعية عشوائية، حيث {\displaystyle S_{i}\subseteq X_{i}} لكل واحد {\displaystyle i\in I.} إذا كان كل شيء {\displaystyle S_{i}} non-empty إذن {\textstyle \prod _{i\in I}S_{i}} هي مجموعة فرعية مغلقة من مساحة المنتج {\displaystyle X} إذا و فقط إذا كان كل {\displaystyle S_{i}} هي مجموعة فرعية مغلقة من {\displaystyle X_{i}.} و بصفة عامة، إغلاق المنتج {\textstyle \prod _{i\in I}S_{i}} من المجموعات الفرعية التعسفية في فضاء المنتج {\displaystyle X} يساوي حاصل ضرب الإغلاقات: 
{\displaystyle {\operatorname {Cl} _{X}}{\Bigl (}\prod _{i\in I}S_{i}{\Bigr )}=\prod _{i\in I}{\bigl (}{\operatorname {Cl} _{X_{i}}}S_{i}{\bigr )}.}
كل ضرب من فضاءات هاوسدورف هو مرة أخرى فضاء هاوسدورف.
تنص نظرية تيخونوف ، و التي تعادل بديهية الاختيار ، على أن أي حاصل ضرب فضاءات مضغوطة هو فضاء مضغوط. علاوة على ذلك، تنص إحدى التخصصات في نظرية تيخونوف التي تتطلب فقط مبرهنة المرشح الفائق وليس القوة الكاملة لبديهية الاختيار على أن أي حاصل ضرب لمساحات هاوسدورف المدمجة هو مساحة مدمجة.
{\textstyle z=\left(z_{i}\right)_{i\in I}\in X} تم إصلاحه عندها المجموعة
{\displaystyle \left\{x=\left(x_{i}\right)_{i\in I}\in X\mathbin {\big \vert } x_{i}=z_{i}{\text{ for all but finitely many }}i\right\}}
هي مجموعة فرعية كثيفة من مساحة المنتج {\displaystyle X}  .

## العلاقة مع المفاهيم الطوبولوجية الأخرى
الانفصال
- كل حاصل ضرب T 0 في الفراغات هو T 0 .
- كل حاصل ضرب T <sub id="mw0Q">1</sub> من الفراغات هو T 1 .
- كل منتج من مساحات هاوسدورف هو هاوسدورف.
- كل ضرب من المساحات المنتظمة هو منتظم.
- كل ضرب من منتجات فضاءات تيخونوف هو تيخونوف.
- need not أن يكون منتج المساحات العادية عاديًا.

الاكتناز
- كل حاصل ضرب فضاءات مضغوطة يكون مضغوطا ( نظرية تيخونوف ).
- need notأن يكون الضرب المصنوع من مساحات محلية مضغوطة محليًا. ومع ذلك، فإن الضرب التعسفي للمساحات المدمجة محليًا حيث تكون جميعها مضغوطة باستثناء عدد محدود منها is مضغوطًا محليًا (وهذا الشرط كافٍ وضروري).

الترابط
- كل ضرب من المساحات المتصلة (أو المتصلة بالمسار) هو متصل (أو متصل بالمسار).
- كل ضرب من المساحات المنفصلة وراثيًا هو منفصل وراثيًا.

المساحات المترية
- منتجات الضرب القابلة للعد للمساحات المترية هي مساحات مترية .

## بديهية الاختيار
إحدى الطرق المتعددة للتعبير عن بديهية الاختيار هي القول إنها تعادل العبارة التي تقول إن حاصل الضرب الديكارتي لمجموعة من المجموعات غير الفارغة هو غير فارغ.  و الدليل على أن هذا يعادل بيان البديهية من حيث وظائف الاختيار فوري: فما عليك سوى اختيار عنصر من كل مجموعة للعثور على ممثل في المنتج. و على العكس من ذلك، فإن الأخير هو المجموعة التي تحتوي على عنصر واحد فقط من كل مكون.
تظهر بديهية الاختيار مرة أخرى في دراسة فضاءات الضرب الطوبولوجية؛ على سبيل المثال، تعتبر نظرية تيخونوف حول المجموعات المدمجة مثالاً أكثر تعقيدًا و دقة لعبارة تتطلب بديهية الاختيار و يعادلها في صياغتها الأكثر عمومية،  إضافة إلى ذلك، فهي توضح جليا لماذا يمكن اعتبار طوبولوجيا الضرب الطوبولوجيا الأكثر فائدة لوضعها على الضرب الديكارتي.